# Выбор критиков (кинопремия, 2024)
29-я церемония премии «Выбор критиков» состоялась 14 января 2024 года в Санта-Монике, Калифорния. Ведущей церемонии была американская комедиантка, актриса, телеведущая Челси Хэндлер. Номинанты были объявлены 13 декабря 2023 года.

## Победители и номинанты

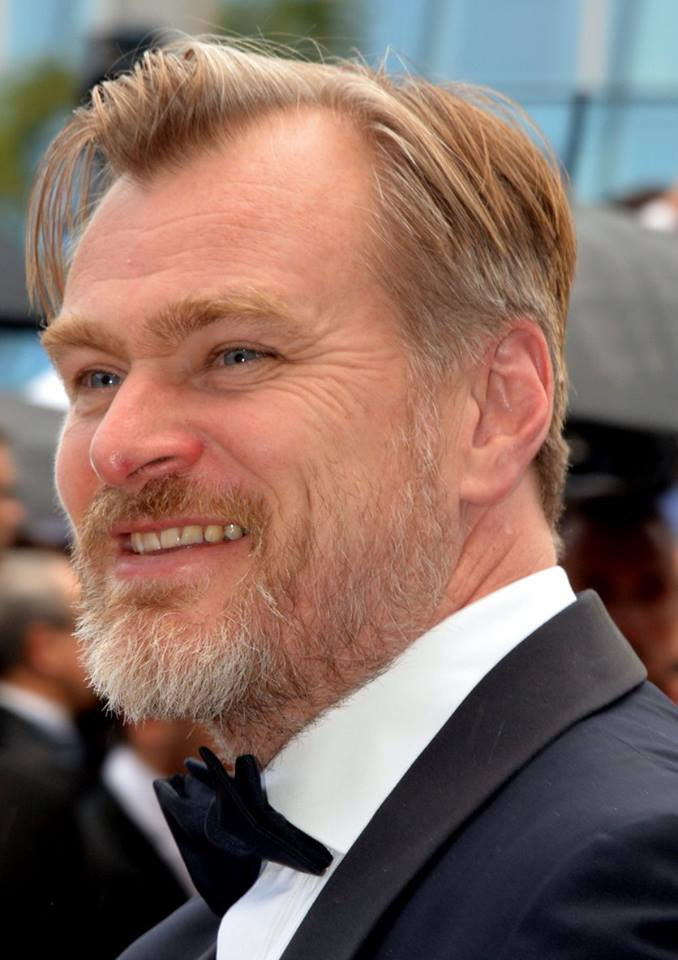
Кристофер Нолан, лучшие режиссёры

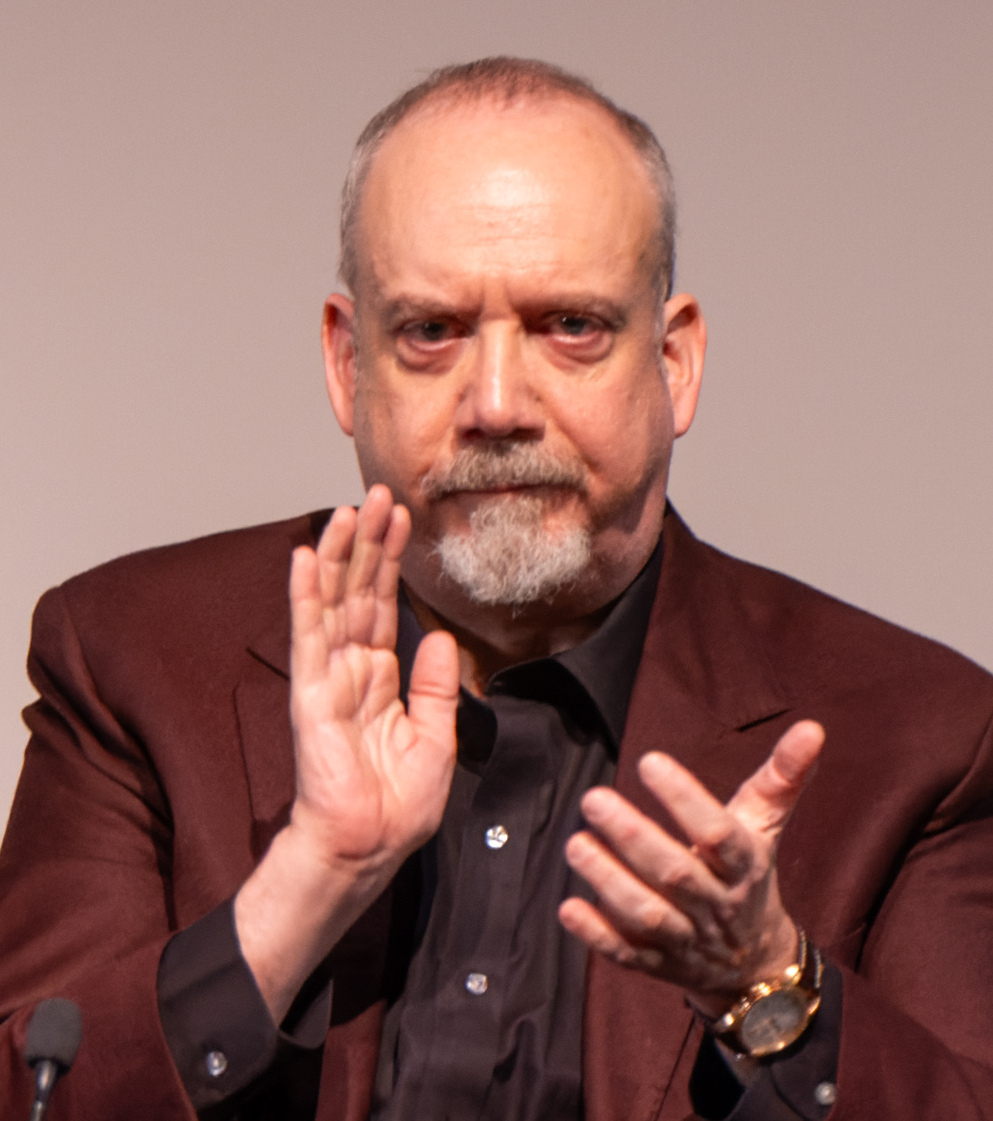
Пол Джаматти, лучшая мужская роль

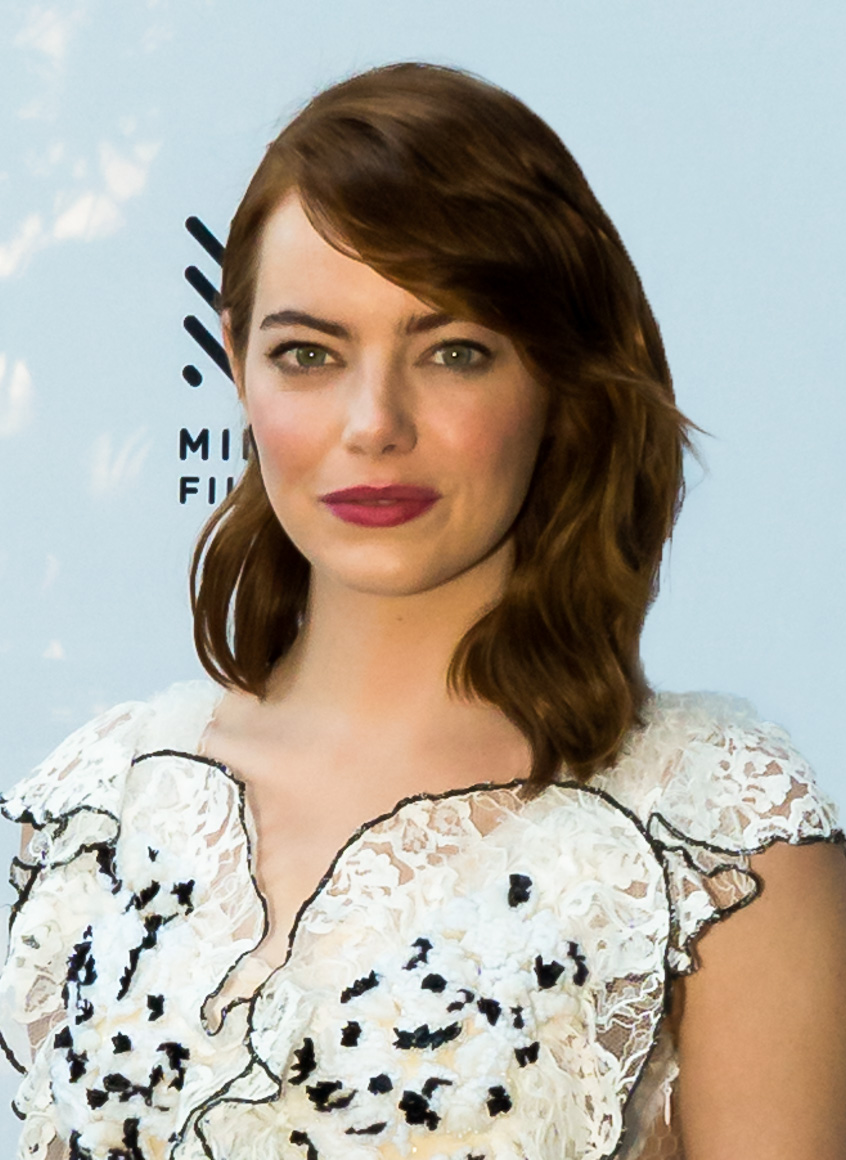
Эмма Стоун, лучшая женская роль

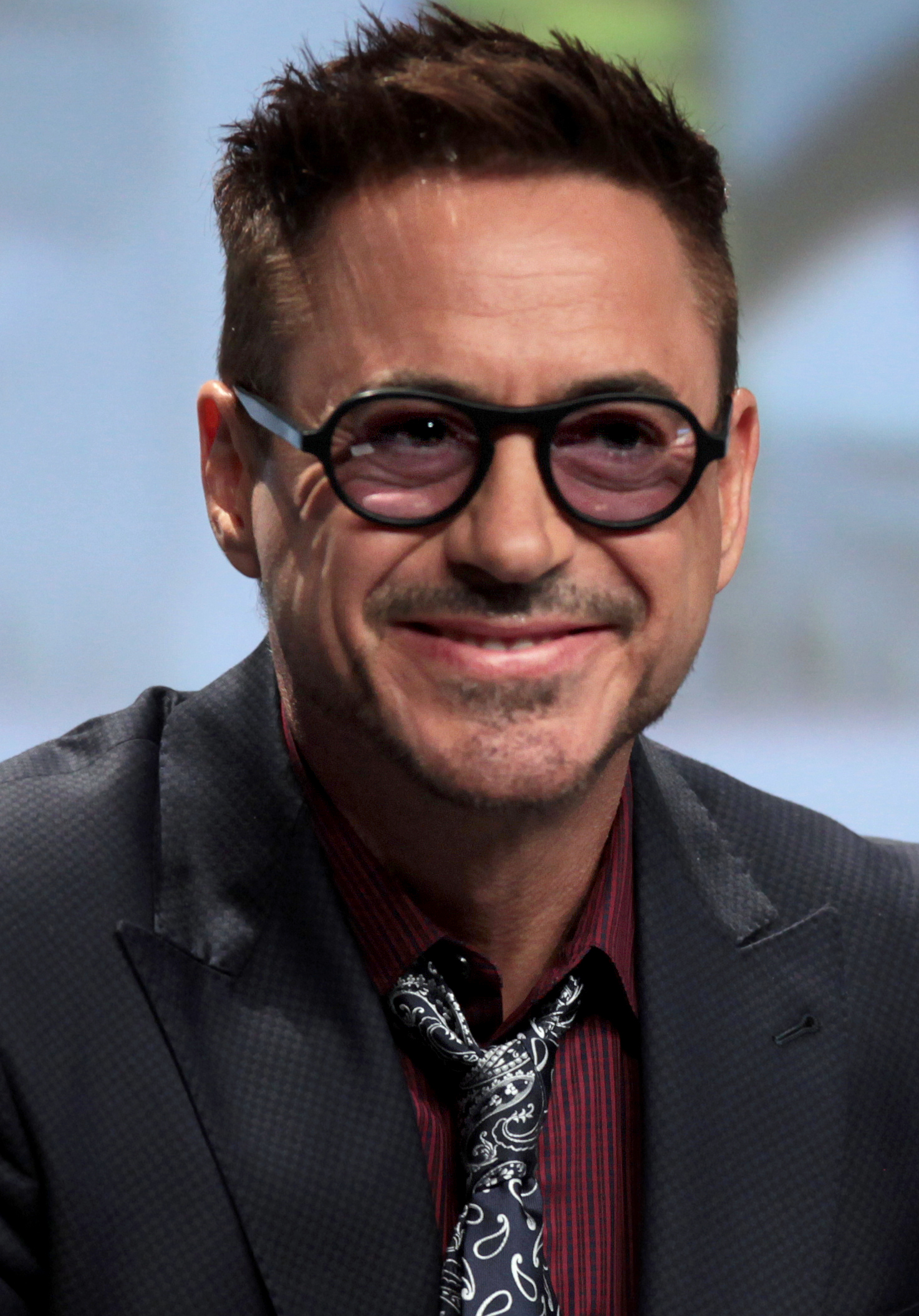
Роберт Дауни мл., лучшая мужская роль второго плана

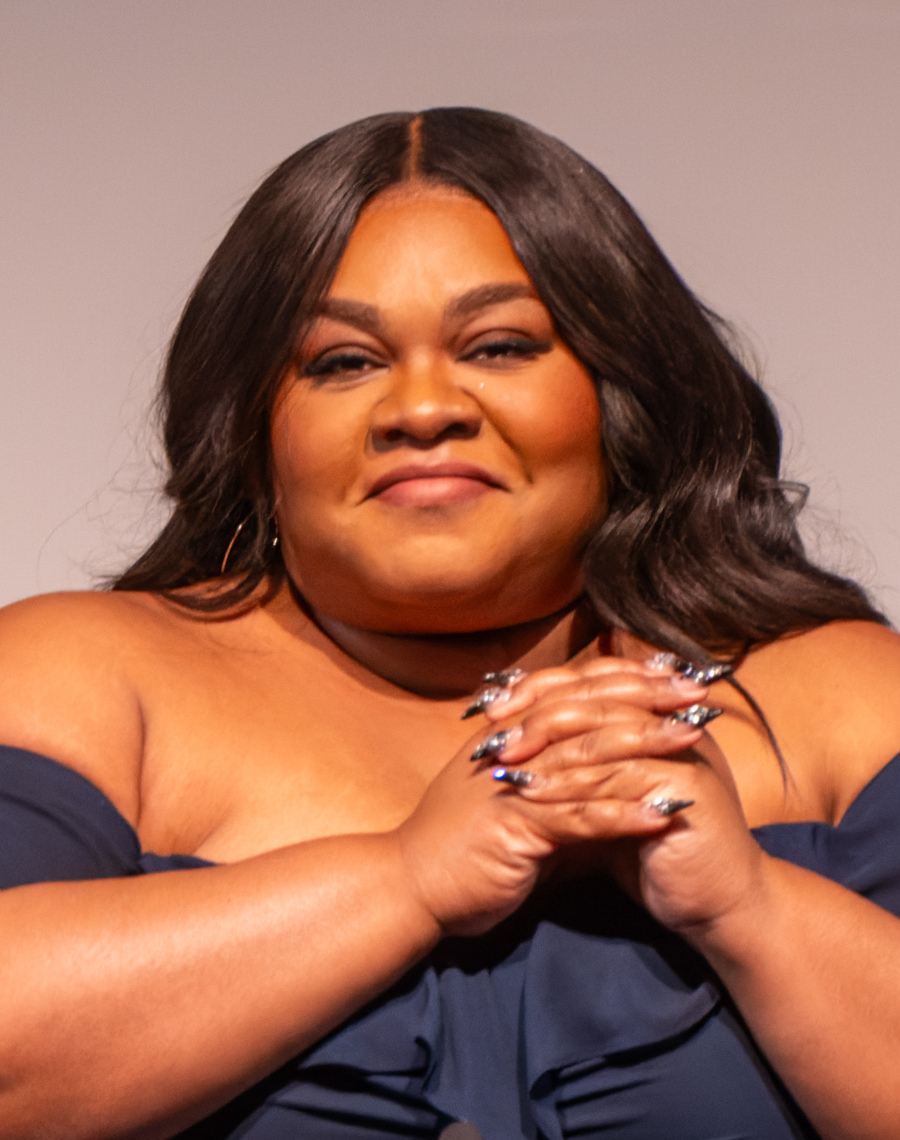
Давайн Джой Рэндольф, лучшая женская роль второго плана

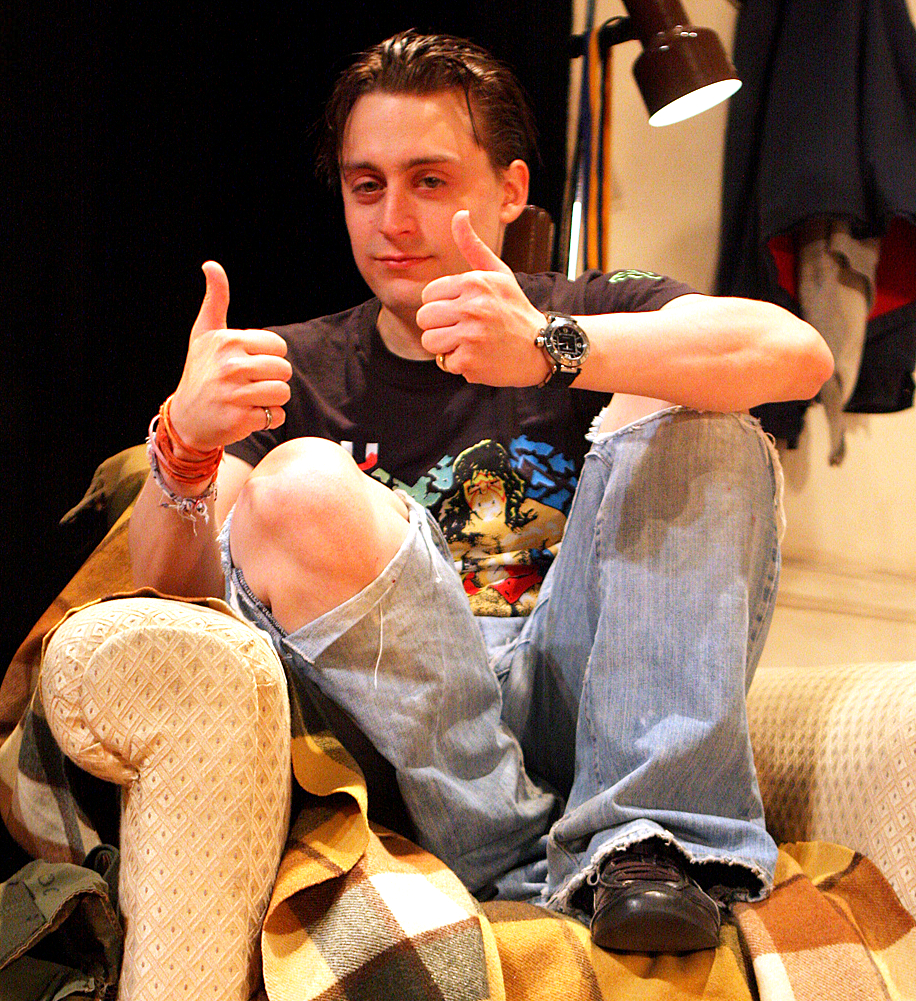
Киран Калкин, лучшая мужская роль в драматическом сериале

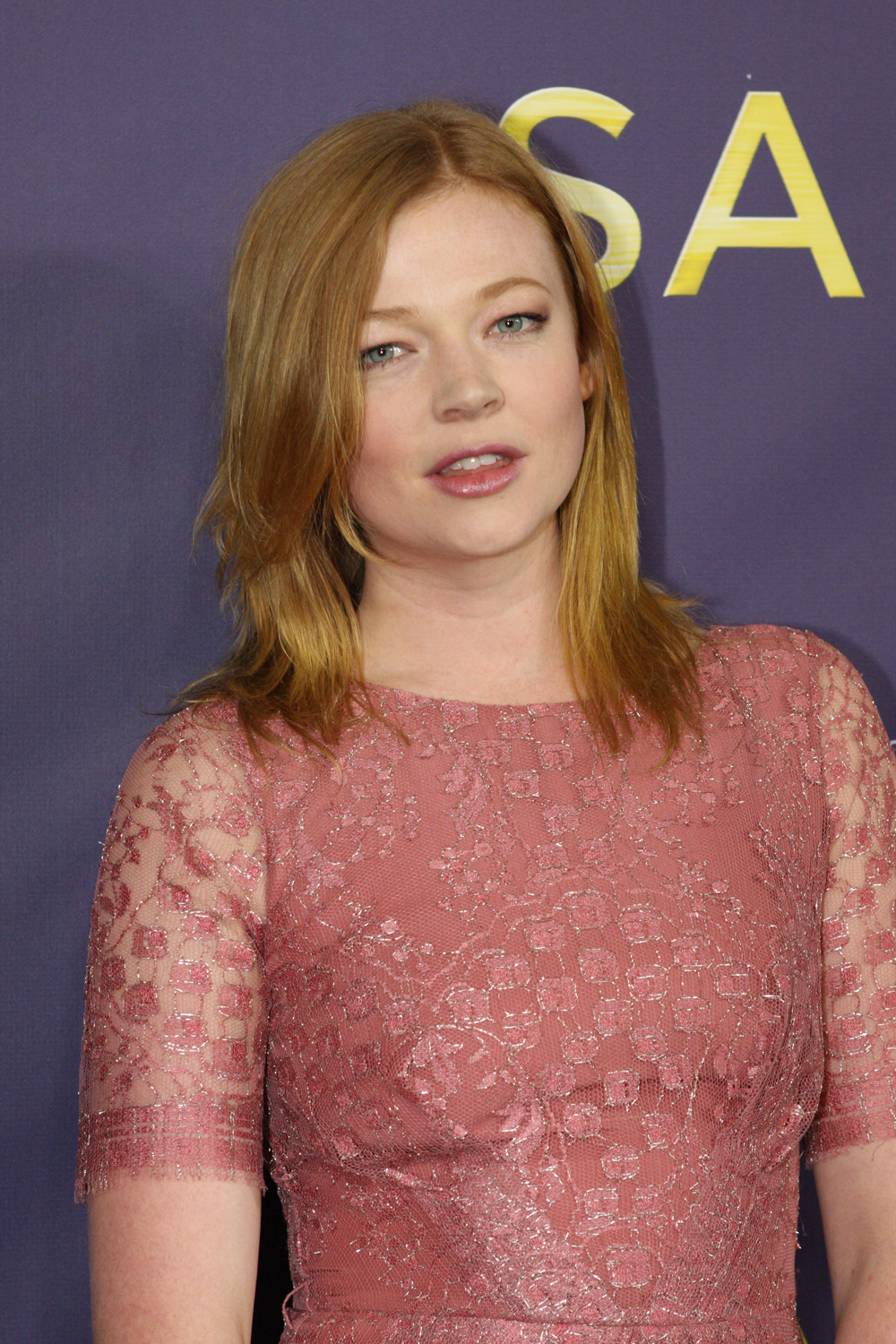
Сара Снук, лучшая женская роль в драматическом сериале

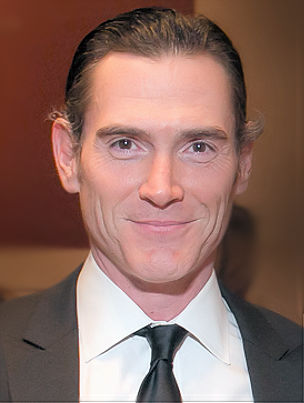
Билли Крудап, лучшая мужская роль второго плана в драматическом сериале

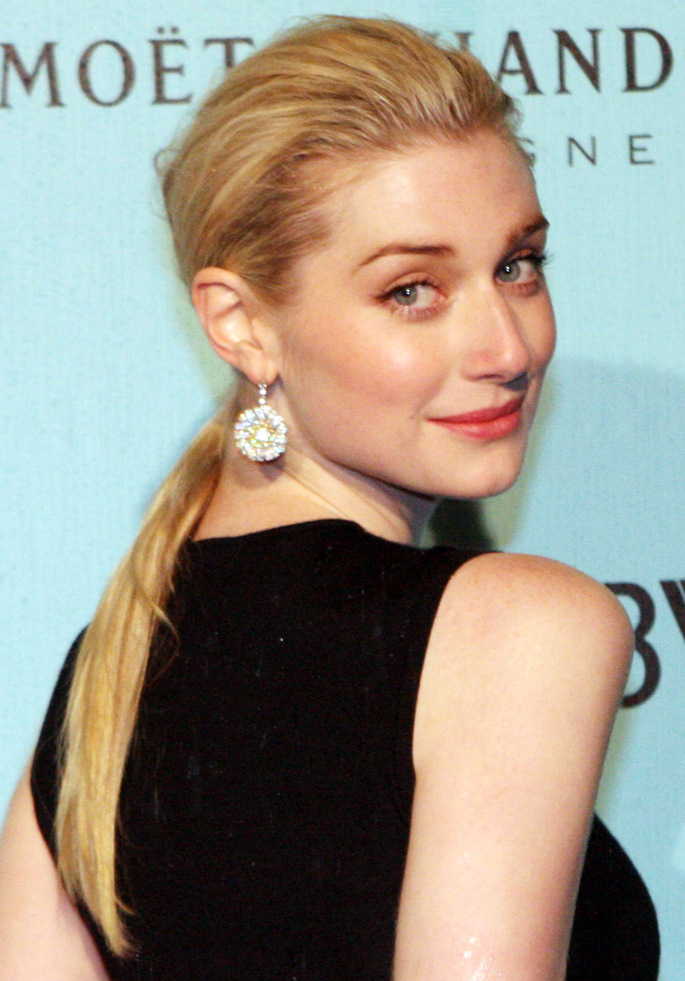
Элизабет Дебики, лучшая женская роль второго плана в драматическом сериале

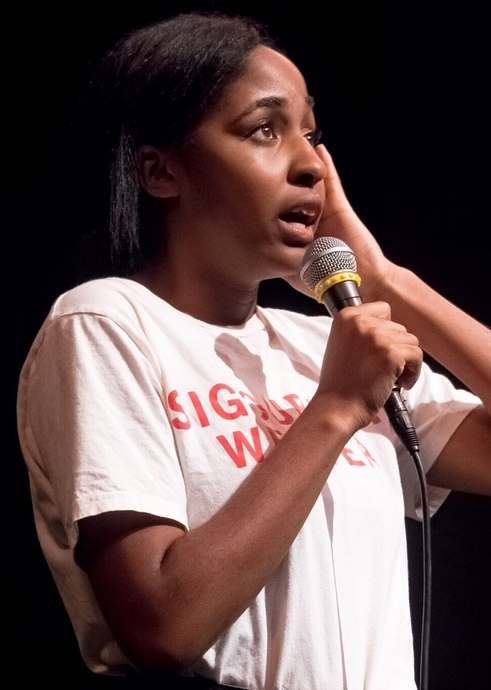
Айо Эдебири, лучшая женская роль в комедийном сериале

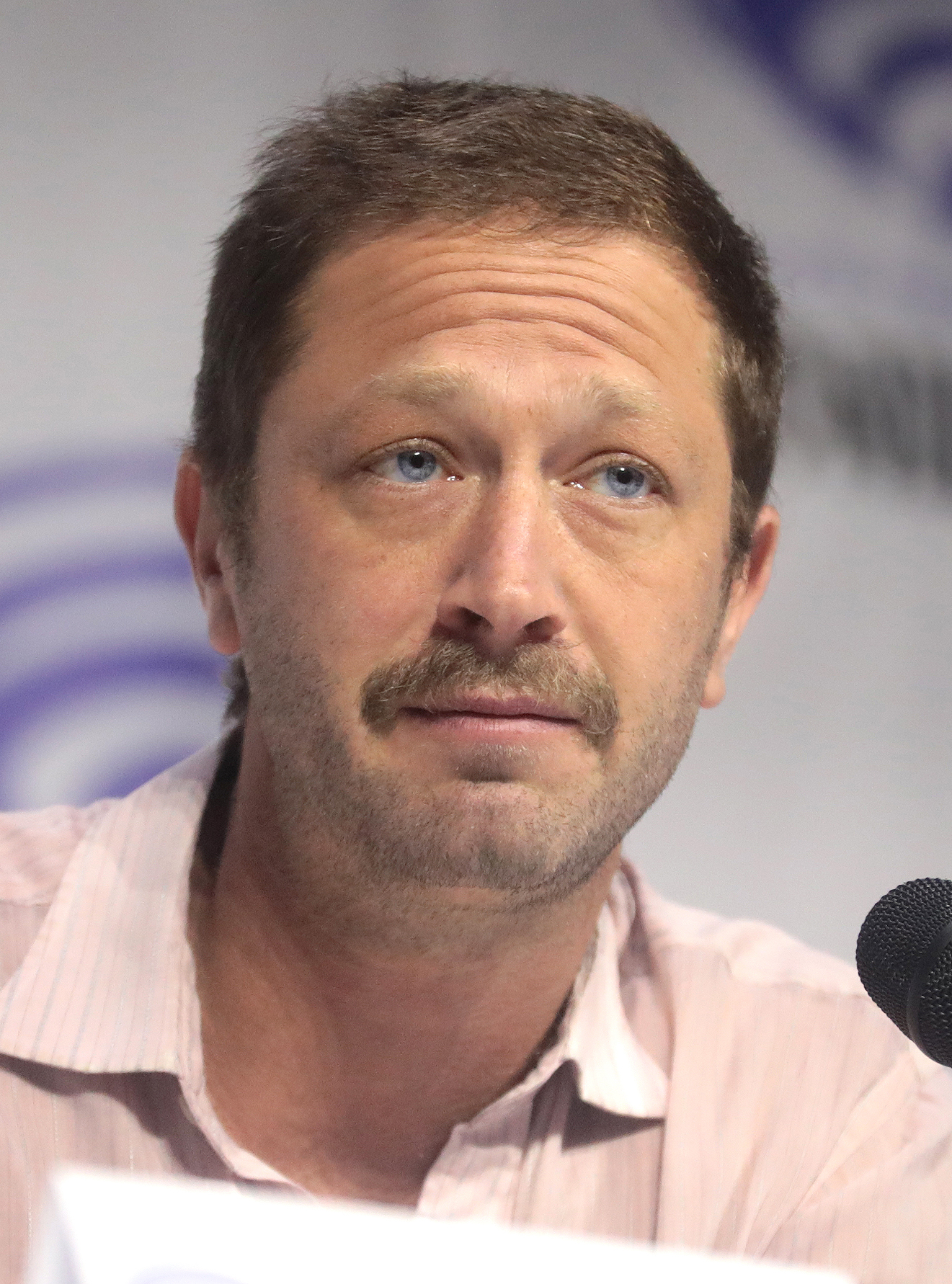
Эбон Мосс-Бакрак, лучшая мужская роль второго плана в комедийном сериале

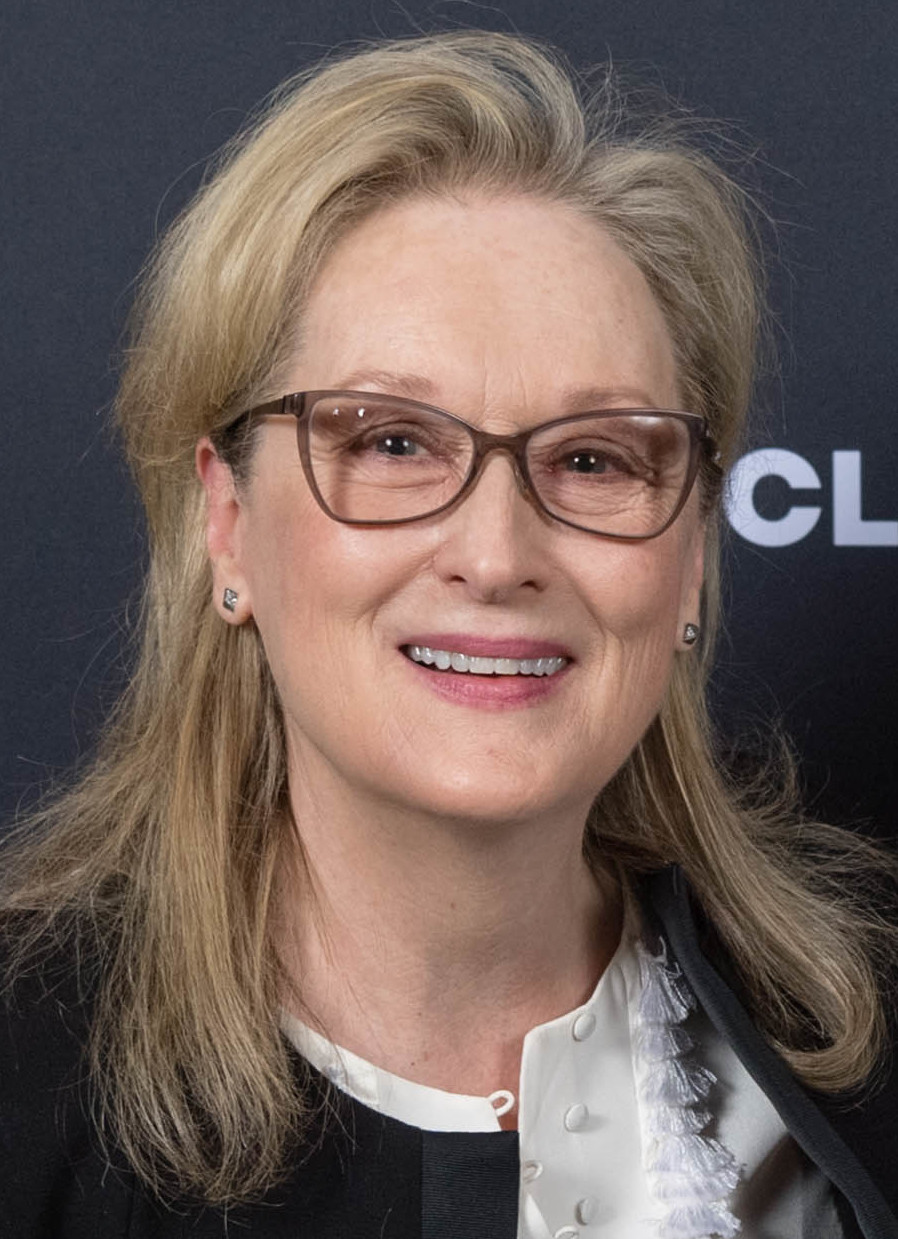
Мэрил Стрип, лучшая женская роль второго плана в комедийном сериале

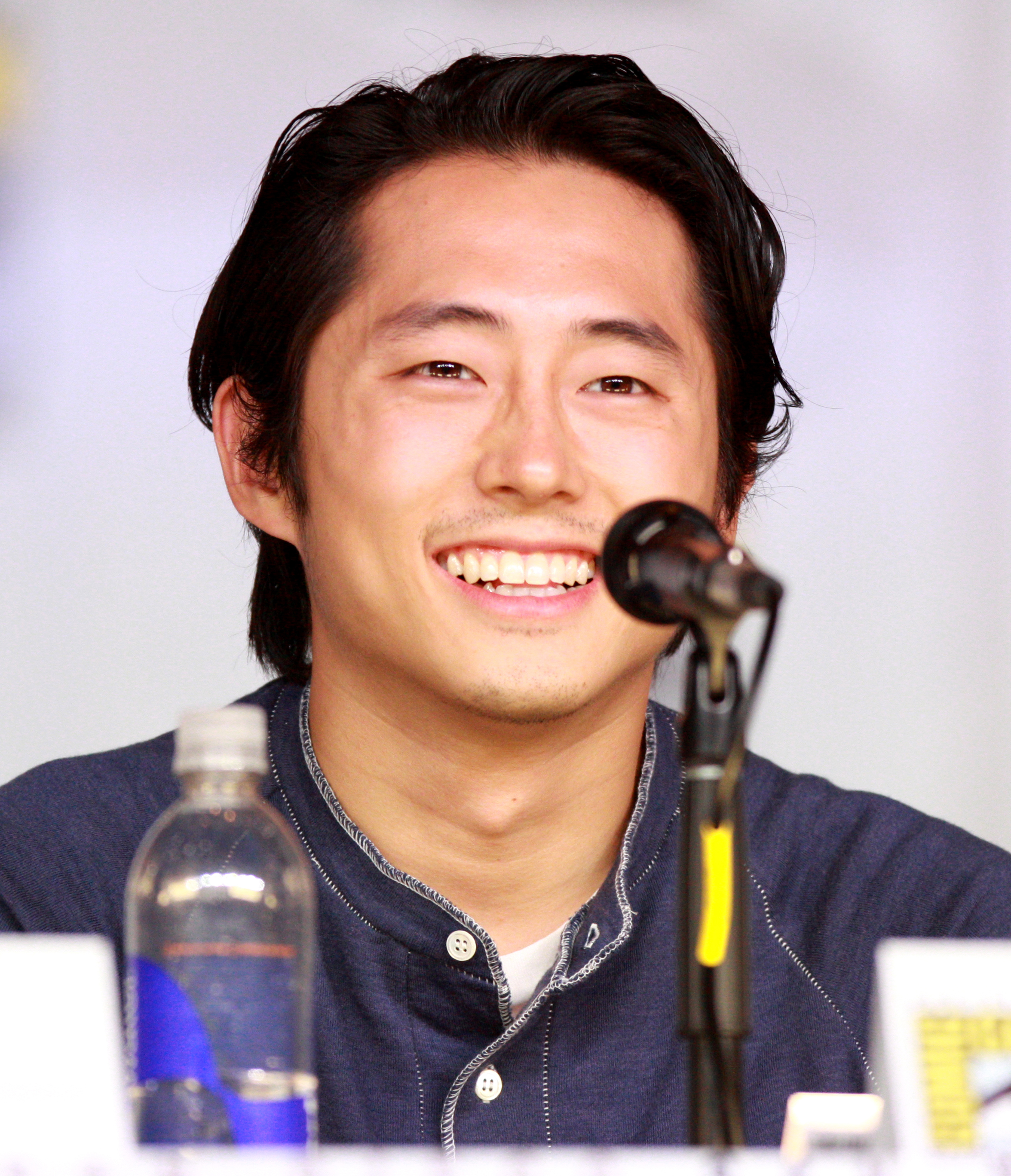
Стивен Ян, лучшая мужская роль в мини-сериале

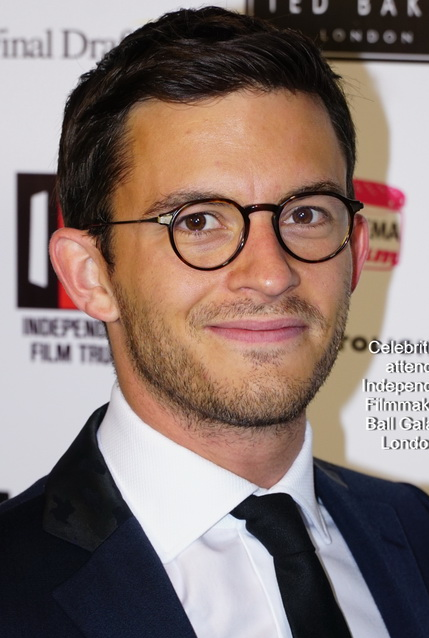
Джонатан Бейли, лучшая мужская роль второго плана в мини-сериале

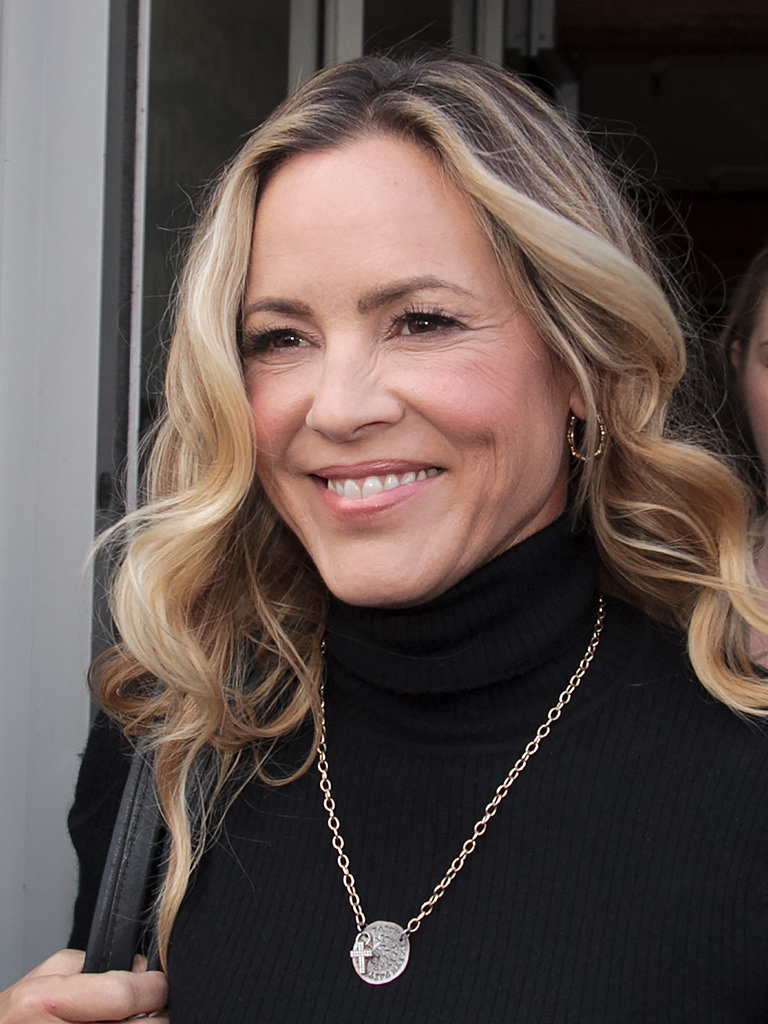
Мария Белло, лучшая женская роль второго плана в мини-сериале

### КИНО
| ЛУЧШИЙ ФИЛЬМ Оппенгеймер - Американское чтиво - Барби - Бедные-несчастные - Маэстро - Оставленные - Прошлые жизни - Солтберн - Убийцы цветочной луны - Цвет пурпурный | ЛУЧШИЙ РЕЖИССЁР Кристофер Нолан — «Оппенгеймер» - Грета Гервиг — «Барби» - Брэдли Купер — «Маэстро» - Йоргос Лантимос — «Бедные-несчастные» - Александр Пэйн — «Оставленные» - Мартин Скорсезе — «Убийцы цветочной луны» |
| ЛУЧШАЯ МУЖСКАЯ РОЛЬ Пол Джаматти — «Оставленные» - Леонародо ДиКаприо — «Убийцы цветочной луны» - Колман Доминго — «Растин» - Брэдли Купер — «Маэстро» - Киллиан Мерфи — «Оппенгеймер» - Джеффри Райт — «Американское чтиво» | ЛУЧШАЯ ЖЕНСКАЯ РОЛЬ Эмма Стоун — «Бедные-несчастные» - Лили Гладстоун — «Убийцы цветочной луны» - Грета Ли — «Прошлые жизни» - Кэри Маллиган — «Маэстро» - Марго Робби — «Барби» - Сандра Хюллер — «Анатомия падения» |
| ЛУЧШАЯ МУЖСКАЯ РОЛЬ ВТОРОГО ПЛАНА Роберт Дауни мл. — «Оппенгеймер» - Стерлинг К. Браун — «Американское чтиво» - Райан Гослинг — «Барби» - Роберт Де Ниро — «Убийцы цветочной луны» - Чарльз Мелтон — «Май декабрь» - Марк Руффало — «Бедные-несчастные»                                                                                                 | ЛУЧШАЯ ЖЕНСКАЯ РОЛЬ ВТОРОГО ПЛАНА Давайн Джой Рэндольф — «Оставленные» - Эмили Блант — «Оппенгеймер» - Даниэль Брукс — «Цвет пурпурный» - Джулианна Мур — «Май декабрь» - Америка Феррера — «Барби» - Джоди Фостер — «Дайана Найэд»                                                                                                  |
| ЛУЧШИЙ МОЛОДОЙ АРТИСТ Доминик Сесса — «Оставленные» - Мэделин Юна Войлс — «Создатель» - Ариана Гринблатт — «Барби» - Мило Машадо-Гранер — «Анатомия падения» - Кала Лэйн — «Вонка» - Эбби Райдер Фортсон — «Ты здесь, Бог? Это я, Маргарет» | ЛУЧШИЙ АКТЁРСКИЙ АНСАМБЛЬ Оппенгеймер - Air: Большой прыжок - Барби - Оставленные - Убийцы цветочной луны - Цвет пурпурный |
| ЛУЧШИЙ ОРИГИНАЛЬНЫЙ СЦЕНАРИЙ Грета Гервиг, Ноа Баумбак — «Барби» - Сами Берч — «Май декабрь» - Алекс Конвери — «Air: Большой прыжок» - Брэдли Купер и Джош Сингер — «Маэстро» - Селин Сон — «Прошлые жизни» - Дэвид Хемингсон — «Оставленные» | ЛУЧШИЙ АДАПТИРОВАННЫЙ СЦЕНАРИЙ Корд Джефферсон — «Американское чтиво» - Тони МакНамара — «Бедные-несчастные» - Кристофер Нолан — «Оппенгеймер» - Эрик Рот, Мартин Скорсезе — «Убийцы цветочной луны» - Келли Фрэмон — «Ты здесь, Бог? Это я, Маргарет» - Эндрю Хэй — «Мы всем чужие»                                                 |
| ЛУЧШАЯ ОПЕРАТОРСКАЯ РАБОТА Хойте Ван Хойтема — «Оппенгеймер» - Мэттью Либатик — «Маэстро» - Родриго Прието — «Барби» - Родриго Прието — «Убийцы цветочной луны» - Робби Райан — «Бедные-несчастные» - Линус Сандгрен — «Солтберн» | ЛУЧШИЙ МОНТАЖ Дженнифер Лэйм — «Оппенгеймер» - Уильям Голденберг — «Air: Большой прыжок» - Йоргос Мавропсаридис — «Бедные-несчастные» - Тельма Скунмейкер — «Убийцы цветочной луны» - Мишель Тесоро — «Маэстро» - Ник Хюи — «Барби»                                                                                                  |
| ЛУЧШИЙ ДИЗАЙН КОСТЮМОВ Жаклин Дюрран — «Барби» - Френсин Джеймисон-Танчук — «Цвет пурпурный» - Джэнти Йэтс, Дэвид Кроссман — «Наполеон» - Холли Уоддингтон — «Бедные-несчастные» - Жаклин Уэст — «Убийцы цветочной луны» - Линди Хемминг — «Вонка» | ЛУЧШАЯ РАБОТА ХУДОЖНИКА-ПОСТАНОВЩИКА Сара Гринвуд, Кэти Спенсер — «Барби» - Сьюзи Дейвис, Шарлотта Уоттс — «Солтберн» - Рут Де Йонг, Клер Кауфман — «Оппенгеймер» - Джек Фиск, Адам Уиллис — «Убийцы цветочной луны» - Шона Хит, Жужа Михалек, Джеймс Прайс — «Бедные-несчастные» - Адам Штокхаузен, Крис Моран — «Город астероидов» |
| ЛУЧШАЯ МУЗЫКА К ФИЛЬМУ Людвиг Горанссон — «Оппенгеймер» - Майкл Джаккино — «Общество снега» - Дэниэл Пембертон — «Человек-паук: Паутина вселенных» - Робби Робертсон — «Убийцы цветочной луны» - Марк Ронсон — «Барби» - Джерскин Фендрикс — «Бедные-несчастные»                                                                                        | ЛУЧШАЯ ПЕСНЯ К ФИЛЬМУ «I'm Just Ken» — «Барби» - «Dance the Night» — «Барби» - «Peaches» — «Братья Супер Марио в кино» - «Road to Freedom» — «Растин» - «This Wish» — «Заветное желание» - «What Was I Made For?» — «Барби» |
| ЛУЧШИЙ ГРИМ И ПРИЧЁСКИ Барби - Бедные-несчастные - Маэстро - Оппенгеймер - Присцилла: Элвис и я - Цвет пурпурный | ЛУЧШИЕ ВИЗУАЛЬНЫЕ ЭФФЕКТЫ Оппенгеймер - Бедные-несчастные - Миссия невыполнима: Смертельная расплата. Часть первая - Создатель - Стражи Галактики. Часть 3 - Человек-паук: Паутина вселенных |
| ЛУЧШАЯ КОМЕДИЯ Барби - Американское чтиво - Бедные-несчастные - Без обид - Неудачницы - Оставленные | ЛУЧШИЙ АНИМАЦИОННЫЙ ФИЛЬМ Человек-паук: Паутина вселенных - Заветное желание - Мальчик и птица - Нимона - Черепашки-ниндзя: Погром мутантов - Элементарно |
| ЛУЧШИЙ ФИЛЬМ НА ИНОСТРАННОМ ЯЗЫКЕ Анатомия падения (Anatomie d'une chute) — Франция - Годзилла: Минус один (Godzilla: Minus One) — Япония - Зона интересов (The Zone of Interest) — Великобритания - Идеальные дни (Perfect Days) — Япония - Общество снега (La sociedad de la nieve) — Испания - Рецепт любви (La passion de Dodin Bouffant) — Франция | |

### СЕРИАЛЫ
| ЛУЧШИЙ ДРАМАТИЧЕСКИЙ СЕРИАЛ Наследники - Время побеждать: Расцвет династии Лейкерс - Дипломатка - Звёздный путь: Странные новые миры - Корона - Локи - Одни из нас - Утреннее шоу | |
| ЛУЧШАЯ МУЖСКАЯ РОЛЬ В ДРАМАТИЧЕСКОМ СЕРИАЛЕ Киран Калкин — «Наследники» - Тимоти Олифант — «Правосудие: Первобытный город» - Педро Паскаль — «Одни из нас» - Рамон Родригес — «Уилл Трент» - Джереми Стронг — «Наследники» - Том Хидлстон — «Локи»                                                            | ЛУЧШАЯ ЖЕНСКАЯ РОЛЬ В ДРАМАТИЧЕСКОМ СЕРИАЛЕ Сара Снук — «Наследники» - Кери Рассел — «Дипломатка» - Белла Рэмзи — «Одни из нас» - Риз Уизерспун — «Утреннее шоу» - Онжаню Эллис — «Правосудие: Первобытный город» - Дженнифер Энистон — «Утреннее шоу»                                                                                            |
| ЛУЧШАЯ МУЖСКАЯ РОЛЬ ВТОРОГО ПЛАНА В ДРАМАТИЧЕСКОМ СЕРИАЛЕ Билли Крудап — «Утреннее шоу» - Халид Абдалла — «Корона» - Рон Сепас Джонс — «По правде говоря» - Ке Хюи Куан — «Локи» - Мэттью Макфэдиен — «Наследники» - Руфус Сьюэлл — «Дипломатка»                                                              | ЛУЧШАЯ ЖЕНСКАЯ РОЛЬ ВТОРОГО ПЛАНА В ДРАМАТИЧЕСКОМ СЕРИАЛЕ Элизабет Дебики — «Корона» - Николь Бахари — «Утреннее шоу» - София Ди Мартино — «Локи» - Селия Роуз Гудинг — «Звёздный путь: Странные новые миры» - Карен Питтман — «Утреннее шоу» - Кристина Риччи — «Шершни»                                                                         |
| ЛУЧШИЙ КОМЕДИЙНЫЙ СЕРИАЛ Медведь - Барри - Начальная школа "Эбботт" - Покерфейс - Псы резервации - Терапия - Удивительная миссис Мейзел - Чем мы заняты в тени | |
| ЛУЧШАЯ МУЖСКАЯ РОЛЬ В КОМЕДИЙНОМ СЕРИАЛЕ Джереми Аллен Уайт — «Медведь» - Стив Мартин — «Убийства в одном здании» - Кайван Новак — «Чем мы заняты в тени» - Дрю Тервер — «Другие двое» - Д'Фарао Ун-А-Тай — «Псы резервации» - Билл Хейдер — «Барри»                                                          | ЛУЧШАЯ ЖЕНСКАЯ РОЛЬ В КОМЕДИЙНОМ СЕРИАЛЕ Айо Эдебири — «Медведь» - Кинта Брансон — «Начальная школа "Эбботт"» - Рэйчел Броснахэн — «Удивительная миссис Мейзел» - Девери Джейкобс — «Псы резервации» - Наташа Лионн — «Покерфейс» - Бриджет Эверетт — «Кто-то где-то»                                                                             |
| ЛУЧШАЯ МУЖСКАЯ РОЛЬ ВТОРОГО ПЛАНА В КОМЕДИЙНОМ СЕРИАЛЕ Эбон Мосс-Бакрак — «Медведь» - Харви Гильвен — «Чем мы заняты в тени» - Фил Данстер — «Тед Лассо» - Джеймс Марсден — «Быть присяжным» - Генри Уинклер — «Барри» - Харрисон Форд — «Терапия»                                                            | ЛУЧШАЯ ЖЕНСКАЯ РОЛЬ ВТОРОГО ПЛАНА В КОМЕДИЙНОМ СЕРИАЛЕ Мэрил Стрип — «Убийства в одном здании» - Паулина Алексис — «Псы резервации» - Алекс Борштейн — «Удивительная миссис Мейзел» - Джанелл Джеймс — «Начальная школа "Эбботт"» - Шерил Ли Ральф — «Начальная школа "Эбботт"» - Джессика Уильямс — «Терапия»                                    |
| ЛУЧШИЙ МИНИ-СЕРИАЛ Грызня - Дейзи Джонс и The Six - Любовь и смерть - Маленький огонёк - Попутчики - Убийство на краю света - Уроки химии - Фарго | ЛУЧШИЙ ТЕЛЕВИЗИОННЫЙ ФИЛЬМ Леди-викторина - Военный трибунал по делу о мятеже на "Кейне" - Крупный улов - Никто тебя не спасёт - Реальная история Уиннер - Последнее дело Мистера Монка |
| ЛУЧШАЯ МУЖСКАЯ РОЛЬ В МИНИ-СЕРИАЛЕ ИЛИ ТЕЛЕВИЗИОННОМ ФИЛЬМЕ Стивен Ян — «Грызня» - Мэтт Бомер — «Попутчики» - Дэвид Ойелоуо — «Законники: Басс Ривз» - Кифер Сазерленд — «Военный трибунал по делу о мятеже на "Кейне"» - Том Холланд — «Переполненная комната» - Тони Шэлуб — «Последнее дело Мистера Монка» | ЛУЧШАЯ ЖЕНСКАЯ РОЛЬ В МИНИ-СЕРИАЛЕ ИЛИ ТЕЛЕВИЗИОННОМ ФИЛЬМЕ Али Вонг — «Грызня» - Карла Гуджино — «Падение дома Ашеров» - Кейтлин Дивер — «Никто тебя не спасёт» - Бри Ларсон — «Уроки химии» - Бел Паули — «Маленький огонёк» - Сидни Суини — «Реальная история Уиннер» - Джуно Темпл — «Фарго»                                                  |
| ЛУЧШАЯ МУЖСКАЯ РОЛЬ ВТОРОГО ПЛАНА В МИНИ-СЕРИАЛЕ ИЛИ ТЕЛЕВИЗИОННОМ ФИЛЬМЕ Джонатан Бейли — «Попутчики» - Тейлор Китч — «Побочный эффект: Смерть» - Джесси Племонс — «Любовь и смерть» - Льюис Пуллман — «Уроки химии» - Джастин Теру — «Сантехники Белого дома» - Лив Шрайбер — «Маленький огонёк»            | ЛУЧШАЯ ЖЕНСКАЯ РОЛЬ ВТОРОГО ПЛАНА В МИНИ-СЕРИАЛЕ ИЛИ ТЕЛЕВИЗИОННОМ ФИЛЬМЕ Мария Белло — «Грызня» - Билле Булле — «Маленький огонёк» - Эйджа Наоми Кинг — «Уроки химии» - Мэри Макдоннелл — «Падение дома Ашеров» - Камила Морроне — «Дейзи Джонс и The Six» - Уилла Фицджеральд — «Падение дома Ашеров»                                           |
| ЛУЧШИЙ АНИМАЦИОННЫЙ СЕРИАЛ Скот Пилигрим жмёт на газ - Блуи - Закусочная Боба - Звёздный путь: Нижние палубы - Первая любовь - Харли Квинн | ЛУЧШИЙ СЕРИАЛ НА ИНОСТРАННОМ ЯЗЫКЕ Люпен (Lupin) — Франция - Выгодное предложение (Momgaps) — Южная Корея - Девушка в маске (Maseuleugeol) — Южная Корея - Немецкий дом (Deutsches Haus) — Германия/Польша - Перемещение (Mubing) — Южная Корея - Триумф (Deo geullori) — Южная Корея - Хорошие матери (The Good Mothers) — Италия/Великобритания |

### #SeeHer Award
Америка Феррера

### Специальная награда за пожизненные достижения
Харрисон Форд

## Список лауреатов и номинаций
| Номинации | Фильм                           |
| --------- | ------------------------------- |
| 18        | Барби                           |
| 13        | Оппенгеймер                     |
| 13        | Бедные-несчастные               |
| 12        | Убийцы цветочной луны           |
| 8         | Оставленные                     |
| 8         | Маэстро                         |
| 5         | Американское чтиво              |
| 5         | Цвет пурпурный                  |
| 3         | Air: Большой прыжок             |
| 3         | Анатомия падения                |
| 3         | Май декабрь                     |
| 3         | Прошлые жизни                   |
| 3         | Солтберн                        |
| 3         | Человек-паук: Паутина вселенных |
| 2         | Вонка                           |
| 2         | Заветное желание                |
| 2         | Общество снега                  |
| 2         | Растин                          |
| 2         | Создатель                       |
| 2         | Ты здесь, Бог? Это я, Маргарет  |

| Награды | Фильм       |
| ------- | ----------- |
| 8       | Оппенгеймер |
| 6       | Барби       |
| 3       | Оставленные |

| Номинации | Сериал / Телевизионный фильм                 |
| --------- | -------------------------------------------- |
| 6         | Утреннее шоу                                 |
| 5         | Наследники                                   |
| 4         | Грызня                                       |
| 4         | Локи                                         |
| 4         | Маленький огонёк                             |
| 4         | Медведь                                      |
| 4         | Начальная школа "Эбботт"                     |
| 4         | Псы резервации                               |
| 4         | Уроки химии                                  |
| 3         | Барри                                        |
| 3         | Дипломатка                                   |
| 3         | Корона                                       |
| 3         | Одни из нас                                  |
| 3         | Падение дома Ашеров                          |
| 3         | Попутчики                                    |
| 3         | Терапия                                      |
| 3         | Удивительная миссис Мейзел                   |
| 3         | Чем мы заняты в тени                         |
| 2         | Военный трибунал по делу о мятеже на "Кейне" |
| 2         | Дейзи Джонс и The Six                        |
| 2         | Звёздный путь: Странные новые миры           |
| 2         | Любовь и смерть                              |
| 2         | Никто тебя не спасёт                         |
| 2         | Покерфейс                                    |
| 2         | Последнее дело Мистера Монка                 |
| 2         | Правосудие: Первобытный город                |
| 2         | Реальная история Уиннер                      |
| 2         | Убийства в одном здании                      |
| 2         | Фарго                                        |

| Награды | Сериал / Телевизионный фильм |
| ------- | ---------------------------- |
| 4       | Грызня                       |
| 4       | Медведь                      |
| 3       | Наследники                   |